# Norwich City Football Club 2020-2021
Questa voce raccoglie le informazioni riguardanti il Norwich City Football Club nelle competizioni ufficiali della stagione 2020-2021.

## Maglie e sponsor
| Casa | Trasferta | Terza maglia |

Sponsor ufficiale: Dafabet
Fornitore tecnico: Erreà

## Rosa
Aggiornata al 19 gennaio 2021.
| N. |                                 | Ruolo | Calciatore              |
| -- | ------------------------------- | ----- | ----------------------- |
| 1  | Paesi Bassi (bandiera)          | P     | Tim Krul                |
| 2  | Inghilterra (bandiera)          | D     | Max Aarons              |
| 3  | Inghilterra (bandiera)          | D     | Sam Byram               |
| 5  | Scozia (bandiera)               | D     | Grant Hanley (capitano) |
| 6  | Germania (bandiera)             | D     | Christoph Zimmermann    |
| 7  | Germania (bandiera)             | C     | Lukas Rupp              |
| 8  | Bosnia ed Erzegovina (bandiera) | C     | Mario Vrančić           |
| 9  | Inghilterra (bandiera)          | A     | Jordan Hugill           |
| 10 | Inghilterra (bandiera)          | C     | Kieran Dowell           |
| 11 | Polonia (bandiera)              | A     | Przemysław Płacheta     |
| 12 | Norvegia (bandiera)             | P     | Ørjan Nyland            |
| 14 | Inghilterra (bandiera)          | C     | Todd Cantwell           |
| 16 | Spagna (bandiera)               | D     | Xavi Quintillà          |
| 17 | Argentina (bandiera)            | A     | Emiliano Buendía        |
| 18 | Germania (bandiera)             | C     | Marco Stiepermann       |
| 19 | Danimarca (bandiera)            | C     | Jakob Sørensen          |
| 20 | Inghilterra (bandiera)          | C     | Oliver Skipp            |
| 22 | Finlandia (bandiera)            | A     | Teemu Pukki             |

| N. |                             | Ruolo | Calciatore            |
| -- | --------------------------- | ----- | --------------------- |
| 23 | Scozia (bandiera)           | C     | Kenny McLean          |
| 24 | Inghilterra (bandiera)      | A     | Josh Martin           |
| 25 | Cuba (bandiera)             | A     | Onel Hernández        |
| 26 | Inghilterra (bandiera)      | D     | Bali Mumba            |
| 27 | Norvegia (bandiera)         | C     | Alexander Tettey      |
| 30 | Grecia (bandiera)           | D     | Dīmītrīs Giannoulīs   |
| 33 | Irlanda del Nord (bandiera) | P     | Michael McGovern      |
| 34 | Inghilterra (bandiera)      | D     | Ben Gibson            |
| 35 | Irlanda (bandiera)          | A     | Adam Idah             |
| 38 | Inghilterra (bandiera)      | P     | Aston Oxborough       |
| 42 | Scozia (bandiera)           | C     | Reece McAlear         |
| 44 | Irlanda (bandiera)          | D     | Andrew Omobamidele    |
| 50 | Galles (bandiera)           | P     | Daniel Barden         |
| 52 | Scozia (bandiera)           | P     | Jon McCracken         |
| 53 | Belgio (bandiera)           | A     | Tyrese Omotoye        |
| 57 | Scozia (bandiera)           | A     | Thomas Dickson-Peters |
|    | Germania (bandiera)         | C     | Moritz Leitner        |
|    | Svizzera (bandiera)         | A     | Josip Drmić           |

## Risultati

### Football League Championship
| Arbitro: | Geoff Eltringham |

|  |           |          |
|  | Marcatori | 80’ Idah |

| Norwich 19 settembre 2020, ore 15:00 WEST 2ª giornata | Norwich City | 2 – 2 | Preston N.E. | Carrow Road |

| Bournemouth 27 settembre 2020, ore 16:00 WEST 3ª giornata | Bournemouth | 1 – 0 | Norwich City | Dean Court |

| Norwich 2 ottobre 2020, ore 14:00 WEST 4ª giornata | Norwich City | 0 – 1 | Derby County | Carrow Road |

| Rotherham 17 ottobre 2020, ore 15:00 WEST 5ª giornata | Rotherham Utd | 1 – 2 | Norwich City | New York Stadium |

| Norwich 20 ottobre 2020, ore 19:45 WEST 6ª giornata | Norwich City | 1 – 0 | Birmingham City | Carrow Road |

| Norwich 24 ottobre 2020, ore 14:00 WEST 7ª giornata | Norwich City | 2 – 1 | Wycombe | Carrow Road |

| Brentford 27 ottobre 2020, ore 19:45 WEST 8ª giornata | Brentford | 1 – 1 | Norwich City | Griffin Park |

| Bristol 31 ottobre 2020, ore 12:30 WEST 9ª giornata | Bristol City | 1 – 3 | Norwich City | Ashton Gate |

| Norwich 3 novembre 2020, ore 19:00 WEST 10ª giornata | Norwich City | 0 – 0 | Millwall | Carrow Road |

| Norwich 7 novembre 2020, ore 15:00 WEST 11ª giornata | Norwich City | 1 – 0 | Swansea City | Carrow Road |

| Middlesbrough 21 novembre 2020, ore 15:00 WEST 12ª giornata | Middlesbrough | 0 – 1 | Norwich City | Riverside |

| Stoke 24 novembre 2020, ore 19:00 WEST 13ª giornata | Stoke City | 2 – 3 | Norwich City | bet365 Stadium |

| Norwich 28 novembre 2020, ore 15:00 WEST 14ª giornata | Norwich City | 1 – 1 | Coventry City | Carrow Road |

| Luton 2 dicembre 2020, ore 19:45 WEST 15ª giornata | Luton Town | 3 – 1 | Norwich City | Kenilworth Road |

| Norwich 5 dicembre 2020, ore 15:00 WEST 16ª giornata | Norwich City | 2 – 1 | Sheffield Weds | Carrow Road |

| Norwich 9 dicembre 2020, ore 19:45 WEST 17ª giornata | Norwich City | 2 – 1 | Nottingham Forest | Carrow Road |

| Blackburn 12 dicembre 2020, ore 15:00 WEST 18ª giornata | Blackburn | 1 – 2 | Norwich City | Ewood Park |

| Reading 16 dicembre 2020, ore 20:00 WEST 19ª giornata | Reading | 1 – 2 | Norwich City | Madejski Stadium |

| Norwich 19 dicembre 2020, ore 12:30 WEST 20ª giornata | Norwich City | 2 – 0 | Cardiff City | Carrow Road |

| Watford 26 dicembre 2020, ore 19:45 WEST 21ª giornata | Watford | 1 – 0 | Norwich City | Vicarage Road |

| Norwich 29 dicembre 2020, ore 19:45 WEST 22ª giornata | Norwich City | 1 – 1 | QPR | Carrow Road |

| Norwich 2 gennaio 2021, ore 15:00 WEST 23ª giornata | Norwich City | 1 – 0 | Barnsley | Carrow Road |

| Cardiff 16 gennaio 2021, ore 15:00 WEST 24ª giornata | Cardiff City | 1 – 2 | Norwich City | Cardiff City Stadium |

| Norwich 20 gennaio 2021, ore 18:00 WEST 25ª giornata | Norwich City | 2 – 0 | Bristol City | Carrow Road |

| Norwich 30 gennaio 2021, ore 12:30 WEST 26ª giornata | Norwich City | 0 – 0 | Middlesbrough | Carrow Road |

| Millwall 2 febbraio 2021, ore 18:00 WEST 27ª giornata | Millwall | 0 – 0 | Norwich City | The Den |

| Swansea 5 febbraio 2021, ore 20:15 WEST 28ª giornata | Swansea City | 2 – 0 | Norwich City | Liberty Stadium |

| Norwich 13 febbraio 2021, ore 15:00 WEST 29ª giornata | Norwich City | 4 – 1 | Stoke City | Carrow Road |

| Birmingham 17 febbraio 2021, ore 19:00 WEST 30ª giornata | Coventry City | 0 – 2 | Norwich City | St Andrew's |

| Norwich 20 febbraio 2021, ore 15:00 WEST 31ª giornata | Norwich City | 1 – 0 | Rotherham Utd | Carrow Road |

| Birmingham 23 febbraio 2021, ore 19:00 WEST 32ª giornata | Birmingham City | 1 – 3 | Norwich City | St Andrew's |

| Wycombe 28 febbraio 2021, ore 12:00 WEST 33ª giornata | Wycombe | 0 – 2 | Norwich City | Adams Park |

| Norwich 3 marzo 2021, ore 17:30 WEST 34ª giornata | Norwich City | 1 – 0 | Brentford | Carrow Road |

| Norwich 6 marzo 2021, ore 15:00 WEST 35ª giornata | Norwich City | 3 – 0 | Luton Town | Carrow Road |

| Sheffield 14 marzo 2021, ore 12:15 WEST 36ª giornata | Sheffield Weds | 1 – 2 | Norwich City | Hillsborough Park |

| Nottingham 17 marzo 2021, ore 19:00 WEST 37ª giornata | Nottingham Forest | 0 – 2 | Norwich City | City Ground |

| Norwich 20 marzo 2021, ore 15:00 WEST 38ª giornata | Norwich City | 1 – 1 | Blackburn | Carrow Road |

| Preston 2 aprile 2021, ore 15:00 WEST 39ª giornata | Preston N.E. | 1 – 1 | Norwich City | Deepdale |

| Norwich 6 aprile 2021, ore 19:45 WEST 40ª giornata | Norwich City | 7 – 0 | Huddersfield Town | Carrow Road |

| Derby 10 aprile 2021, ore 15:00 WEST 41ª giornata | Derby County | 0 – 1 | Norwich City | Pride Park Stadium |

| Norwich 17 aprile 2021, ore 20:00 WEST 42ª giornata | Norwich City | 1 – 3 | Bournemouth | Carrow Road |

| Norwich 20 aprile 2021, ore 18:00 WEST 43ª giornata | Norwich City | 0 – 1 | Watford | Carrow Road |

| Londra 24 aprile 2021, ore 15:00 WEST 44ª giornata | QPR | 1 – 3 | Norwich City | Kiyan Prince Foundation Stadium |

| Norwich 1º maggio 2021, ore 15:00 WEST 45ª giornata | Norwich City | 4 – 1 | Reading | Carrow Road |

| Barnsley 8 maggio 2021, ore 12:30 WEST 46ª giornata | Barnsley | 2 – 2 | Norwich City | Oakwell Ground |